# Valea Moldovei
Valea Moldovei là một xã thuộc hạt Suceava, România. Dân số thời điểm năm 2002 là 5849 người.